# Max Manus (Film)
Max Manus ist ein norwegischer Spielfilm aus dem Jahr 2008 über den norwegischen Widerstandskämpfer Max Manus in der Zeit des Zweiten Weltkriegs.
Der Film basiert auf den autobiographischen Büchern von Max Manus Det vil helst gå godt und Det blir alvor. Für sein Drehbuch recherchierte der 2009 verstorbene Autor Thomas Nordseth-Tiller mehrere Jahre in den Archiven. Die Produktion war mit einem Budget von 55 Millionen Norwegischer Kronen (etwa 4.700.000 Euro) die bis dahin aufwändigste in der Geschichte des norwegischen Films. Am 19. Dezember 2008 wurde Max Manus in Oslo in Anwesenheit des norwegischen Königs Harald V. und Tikken Manus, der Witwe von Max Manus, sowie seiner Tochter und seiner Söhne uraufgeführt. Schon am ersten Wochenende sahen fast 150.000 Norweger den Film, der in der Folge zahlreiche Preise auf verschiedenen internationalen Festivals errang. Der Film löste in Norwegen Debatten über die Rolle der Widerstandsgruppen und die Todesopfer auf beiden Seiten aus. Am 11. Februar 2010 kam die synchronisierte Fassung in die deutschen Kinos.

## Handlung

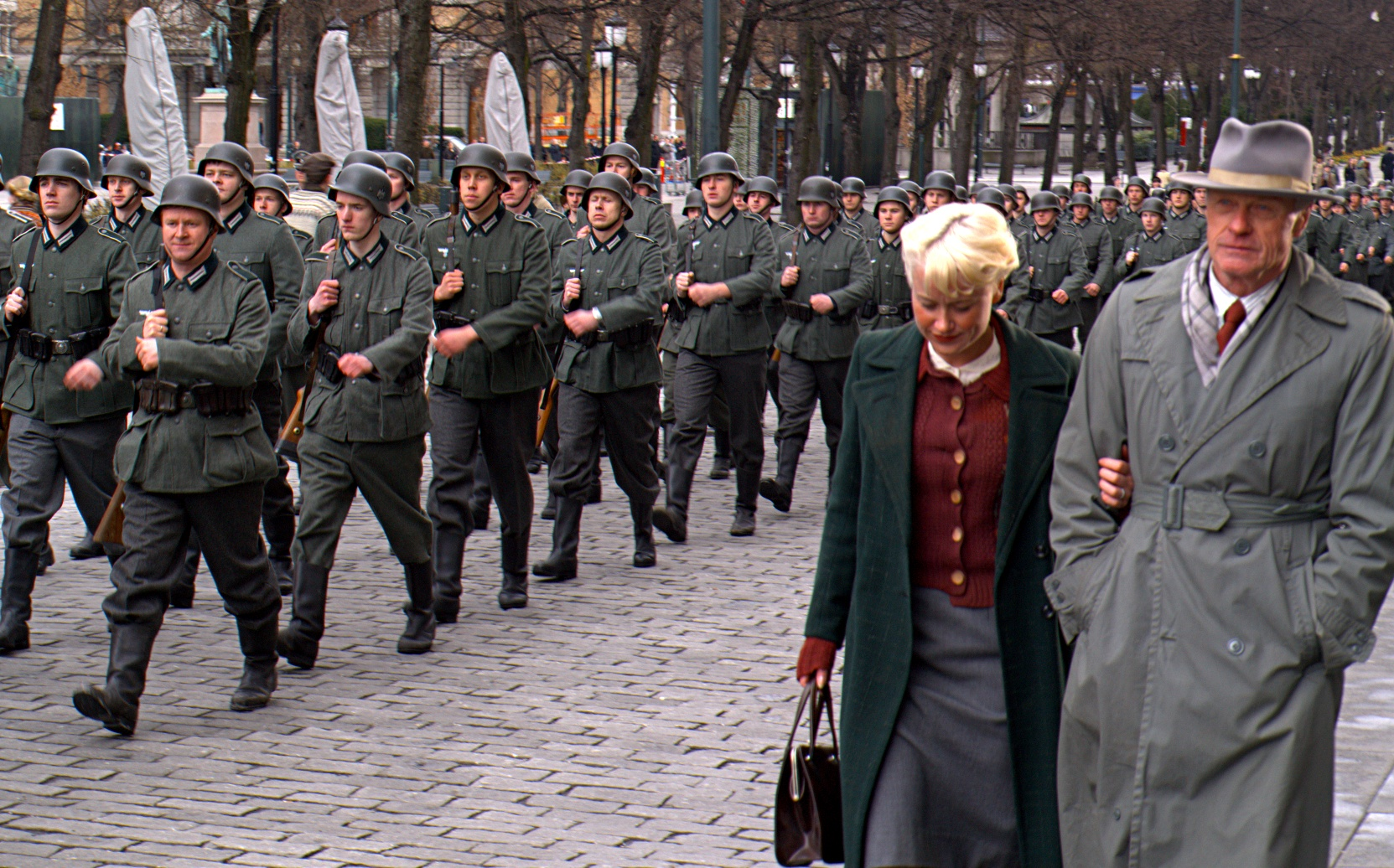
Dreharbeiten zu Max Manus in Oslo 2008

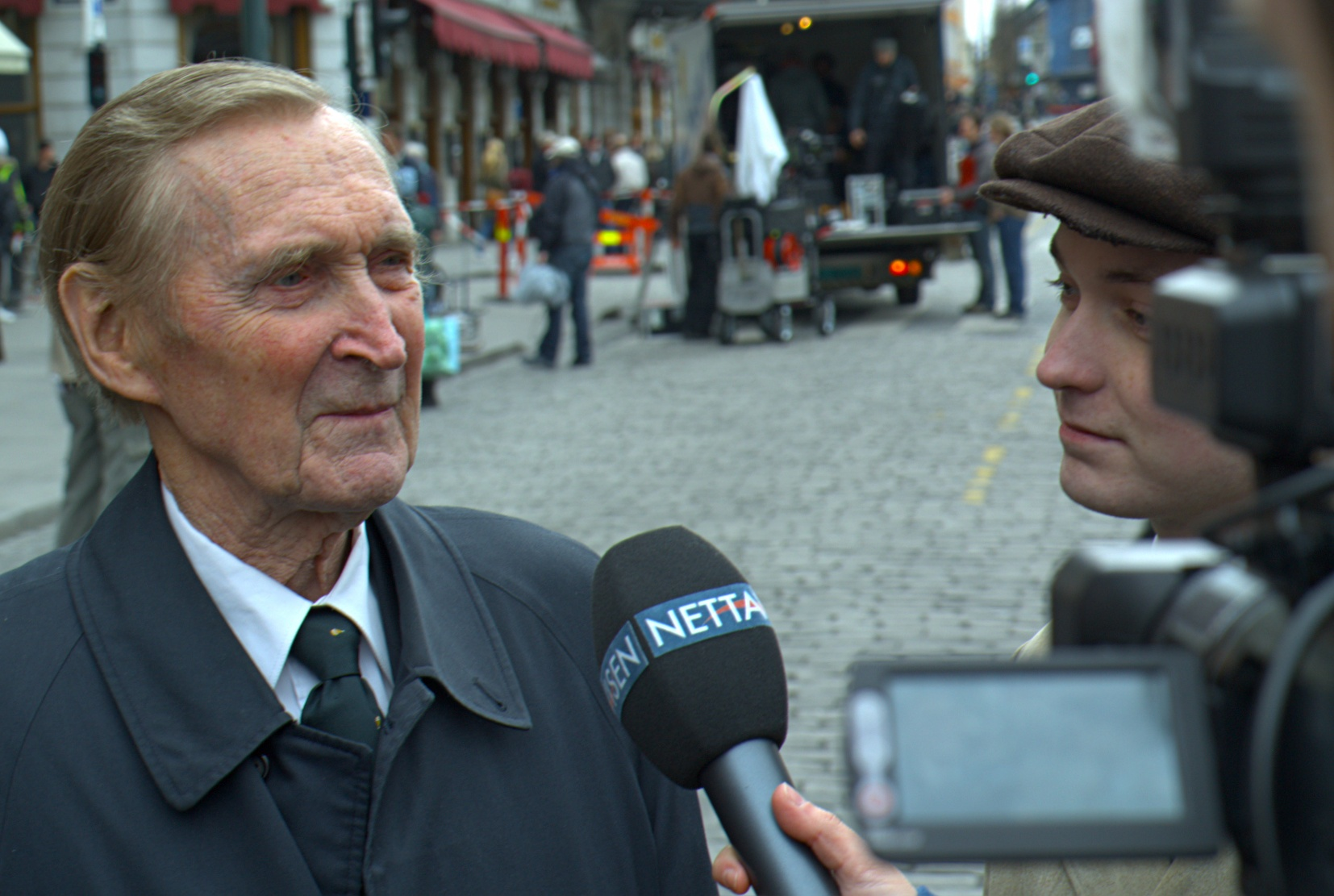
Gunnar Sønsteby (links) wird im Film Max Manus von Knut Joner (rechts) dargestellt. (Foto vom Interview während der Dreharbeiten in Oslo im Jahr 2008)

Mit dem Unternehmen Weserübung im April 1940 beginnt die deutsche Besetzung Norwegens. Als der 26-jährige Abenteurer Max Manus, der seine Jugend in Kuba verbracht und dort als Matrose gearbeitet hatte, aus dem Winterkrieg zwischen Finnland und der Sowjetunion nach Oslo zurückkehrt, schließt er sich dem aufkeimenden Widerstand gegen die deutschen Besatzer an. Er wird neben Gunnar Sønsteby und Gregers Gram eine der zentralen Figuren des norwegischen Widerstands.
Max’ Gegenspieler ist der Gestapo-Offizier Siegfried Fehmer, Leiter der Abteilung IV im Hauptquartier des Sicherheitsdienstes auf der berüchtigten Victoria Terrasse in Oslo, wo Folter bei den Verhören auf der Tagesordnung steht. Max entzieht sich der Verhaftung durch die Gestapo mit einem Sprung aus dem Fenster seiner Wohnung im 2. Stock. Er wird in ein Spital eingeliefert, wo er mit Hilfe des Krankenhauspersonals bald fliehen kann.
Max Manus schlägt sich nach Schottland durch, wo er vom britischen Geheimdienst als Saboteur ausgebildet wird. Mit einem Fallschirm wird er in Norwegen hinter den feindlichen Linien abgesetzt, wo er Attentate auf deutsche Schiffe und Einrichtungen in den norwegischen Häfen plant und ausführt.
Nach dem Krieg zieht er sich zurück, ergeht sich in Alkoholexzessen und macht sich Vorwürfe, weil viele seiner Kameraden im Widerstand zu Tode kamen.

## Kritiken
„Aufwendig in der Machart, braucht das energiegeladene Kriegsdrama den Vergleich mit internationalen Produktionen nicht zu scheuen. Der Titelheld wird exzellent von Aksel Hennie verkörpert, seinen Gestapo-Gegenspieler mimt Ken Duken. Ein spannendes, noch dazu wenig bekanntes Kapitel über den europäischen Antifaschismus. Fazit: Authentisches und action-reiches Epos über einen norwegischen Widerstandskämpfer.“

## Historische Debatte
Der Film Max Manus  führte zu einer Debatte über die norwegische Geschichte. Der Schriftsteller Erling Fossen kritisierte die Glorifizierung des norwegischen Widerstands während der deutschen Besatzung in der Darstellung des Films. Fossen wies darauf hin, dass die Attentate und Sabotageaktionen der Widerstandsbewegung nicht nur ineffektiv und unverantwortlich, sondern in vielen Fällen sogar kontraproduktiv gewesen seien. Norwegische Historiker hielten dem entgegen, dass sie eine kritische Debatte über die Rolle des Widerstands zwar begrüßten, die Kritik Fossens jedoch für überzogen hielten. Einer historischen Analyse könnten seine Argumente nicht gerecht werden.
Der Historiker Lars Borgersrud bemängelte die Geschichtstreue des Films. So werde schon zu Anfang der Filmhandlung Max Manus im Winterkrieg der Sowjetunion gegen Finnland als Kämpfer auf der Seite Finnlands dargestellt, obwohl dieser wegen des Waffenstillstandsabkommens gar nicht mehr in die Kampfhandlungen hätte eingreifen können. Borgersrud beschuldigte das norwegische Widerstandsmuseum (norsk hjemmefrontmuseum), das als wissenschaftlicher Berater des Produktionsteams des Films fungiert hatte, der Geschichtsklitterung. Der Direktor des Widerstandsmuseums, Arnfinn Moland, wies diese Behauptung Borgersruds zurück. Es gebe genügend Beweise, dass Max Manus und seine Einheit tatsächlich im Granatfeuer der sowjetischen Artillerie und der Maschinengewehre gestanden hätten. Für Manus seien diese Erlebnisse und die schweren Verluste unter seinen Kameraden prägend gewesen.

## Auszeichnungen
Beim Norwegian International Film Festival im August 2009 in Haugesund wurde Max Manus mit sieben Amanda Awards ausgezeichnet, darunter für den besten Spielfilm, das beste Drehbuch, den besten Hauptdarsteller und die beste weibliche Nebenrolle.
Im Oktober 2009 wurde der Film Max Manus von der Academy of Motion Picture Arts and Sciences als einer der 65 Anwärter auf die Oscar-Verleihung im Jahr 2010 für den besten fremdsprachigen Film bekanntgegeben. Max Manus stand auch auf der Auswahlliste für den Europäischen Filmpreis 2009.